# Norops schmidti
Norops schmidti är en ödleart som beskrevs av  Smith 1939. Norops schmidti ingår i släktet Norops och familjen Polychrotidae. IUCN kategoriserar arten globalt som livskraftig. Inga underarter finns listade i Catalogue of Life.